# Malik Sarwar Khwadja-i Djahan
Malik Sarwar Khwadja-i Djahan Malik al-Shark fou sobirà efectiu de Jaunpur. Era un eunuc habshi de classe baixa que va entrar al servei del sultà Firuz Xah Tughluq que el va acabar nomenant shana-i shah de la ciutat de Delhi i naib wazir.
Jaunpur es va fundar com a fortalesa de frontera del sultanat de Delhi el 1359/1360 al lloc d'una ciutat anterior destruïda per les pluges. A la mort de Firuz el 1388, l'eunuc Malik Sarwar va donar suport al príncep Muhammad en contra d'Abu Bakr Shah Tughluk (1389), però aquest va tardar prop de dos anys a imposar-se i ocupar el tron amb el nom de Muhammad-Xah Tughluq (1389). Llavors va nomenar al fidel Malik Sarwar com a wazir amb el títol de Khwaja-i-Djahan.
Mort el sultà el 1393 va pujar al tron Sikandar-Xah Tughluq, que va morir al cap de poques setmanes el 23 de març de 1393. Després de dues setmanes de discussions entre els esclaus firuzshàhides i els emirs lodis afganesos fou proclamat el seu germà Nàssir-ad-Din Mahmud Xah Tughluq que va provar de reconciliar a les dues faccions i va nomenar l'eunuc Malik Sarwar com a wazir (mantenint el títol de Khwadja Djahan), i a Dawlat Khan Lodi com a kotwal de Delhi; Abd al-Rashid Khan Sultani va rebre el títol de Saadat Khan i el càrrec de barbek; Sarang Khan Lodi (cosí de Dawlat Khan Lodi) va rebre l'ikta (feu) de Dipalpur i el seu germà petit Malik Ikbal fou nomenat segon wazir. El sultanat ja havia entrar en procés de disgregació amb poderoses forces centrífugues que havien proclamat diverses províncies independents. La rodalia de Delhi també estava agitada i el maig de 1394 el sultà va enviar a Malik Sarwar a reprimir una revolta d'un zamindari hindú a Jaunpur en una zona on els hindús estaven sempre disposats a la revolta.
Per a la tasca assignada el sultà li va donar el govern del territori entre Bihar i Kanauj i el títol de Sultan al-Shark (Rei de l'Orient). Malik Sarwar va anar al seu govern, la capital del qual va establir a Jaunpur, amb 20 elefants i un exèrcit considerable. Amb aquesta força militar va derrotar a diversos prínceps indis al Doab, baix Jumna i Ganges, fins a Bihar. Després del seu èxit, en què encara va ampliar els límits fixats, es va establir a la capital provincial Jaunpur i fou de fet un sobirà independent, fundador del sultanat de Jaunpur, encara que durant la seva vida es va considerar només un governador, portant només el títol d'Atabak-i-Azam. Va dominar les revoltes d'Etawah, Koil i Kanauj i va posar sota el seu control les regions de Kara, Oudh, Sandila, Dalmaw, Bahraich, Bihar i Tirhut. El raja de Jajnagar i el governant de Lakhnawti el van reconèixer com a senyor i li van enviar tributs i elefants.
El 1399 el sultà Nàssir-ad-Din Mahmud Xah Tughluq, (1395-1399) havia fugit davant Tamerlà i l'autoritat de Delhi es va esvair. Malik Sarwar va morir poc després i el va succeir el seu fill adoptiu i successor, Malik Karanful, també un habshi, que aprofitant l'expedició de Tamerlà a Delhi (final de 1398 i començament del 1399), va fer llegir la khutba en nom propi i va emetre moneda agafant el nom de Mubarak Shah (Malik Karanful Mubarak Shah). Del títol de Malik al-Shark va derivar el nom de la dinastia (shàrkida o xàrquida).